# Caorera
Caorera è una frazione del comune italiano di Setteville, in provincia di Belluno.

## Geografia fisica
Il paese si trova sulla riva sinistra del Piave, di fronte alla confluenza con il Sonna. È sovrastata a sud dal monte Zovo, parte del massiccio del Cesen.

## Storia
Anticamente indicato come Caovera, Cavrera e Ca' Verera, in latino ecclesiastico Capraria, il toponimo dovrebbe significare "luogo delle capre".
In passato ebbe una certa importanza come luogo di transito, vista la presenza di un traghetto per l'attraversamento del Piave. Il "passo", attivo sino agli anni 1960, è stato l'ultimo del medio corso del fiume a smettere di funzionare.
La notte tra il 9 e il 10 ottobre 1963 il Piave, ingrossato in seguito al disastro del Vajont, allagò il paese e raggiunse il presbiterio della chiesa. I danni furono comunque limitati, si disse, grazie all'intercessione della Madonna del Piave

## Monumenti e luoghi d'interesse

### Chiesa parrocchiale
La parrocchiale del paese è dedicata ai santi vescovi Gottardo di Hildesheim e Nicola di Bari, patroni dei traghettatori e dei barcaioli. Fu eretta dagli abitanti durante il vescovado di Gregorio Barbarigo (1664 - 1697) a causa della lontananza dalla chiesa di Vas. Fu ricostruita nel 1866.
Dell'edificio va citato la porta d'ingresso, ornata di un bassorilievo in bronzo di Franco Fiabane raffigurante scene di vita paesana.
Caorera fu curazia di Vas dal 1872 al 1950, anno in cui venne innalzata essa stessa a parrocchia. Ha giurisdizione anche sulla frazione Scalon.

### Museo del Piave "Vincenzo Colognese"
Un primo museo "della Madonna del Piave" fu allestito nella canonica alla fine degli anni 1950 dall'allora parroco don Antonio Pavan. Dopo un periodo di chiusura, nel 2000 è stato riaperto presso le ex scuole elementari grazie all'iniziativa di Vincenzo Colognese al quale la mostra è oggi dedicata.
Il museo espone numerosi cimeli originali risalenti alla Grande Guerra: si citano uniformi, armi, una copia dello SPAD S.XIII di Francesco Baracca, una barca Ponton A.U., il motore di uno Spitfire, il tutto correlato da pannelli illustrativi e postazioni multimediali.

## Cultura

### Eventi
- Festa della Madonna del Piave - L'evento celebra una statua in ghisa della Madonna, realizzata nel 1895 su iniziativa degli abitanti. Nel 1918, mentre gli Imperi Centrali occupavano il paese, l'allora curato don Gaetano Tramet riuscì a sottrarla alle requisizioni degli invasori che cercavano metallo da destinare alla produzione di armamenti. Collocata su un ceppo rivolto al fronte del Piave, al termine del conflitto gli alpini del battaglione Bassano condussero la statua nella chiesa di Marziai; qualche tempo dopo i reduci di Caorera la ricollocarono nella loro chiesa.

Dal 1958, ogni ferragosto, questo "profugato" della Madonna viene ripetuto portandola in processione da Caorera a Marziai.
- Sagra della Zucca - Si tiene dal 1994 nel periodo autunnale. Protagonista della festa è la zucca santa bellunese, riconosciuta dal ministero delle politiche agricole alimentari e forestali come prodotto agroalimentare tradizionale e valorizzata dal Consorzio tutela Zucca Santa Bellunese con sede proprio a Caorera[8][9].